# Banchengzi Shuiku
Banchengzi Shuiku (kinesiska: 半城子水库) är en reservoar i Kina. Den ligger i storstadsområdet Peking, i den norra delen av landet, omkring 93 kilometer nordost om stadskärnan. Banchengzi Shuiku ligger 249 meter över havet. Arean är 0,14 kvadratkilometer. Trakten runt Banchengzi Shuiku består till största delen av jordbruksmark. Den sträcker sig 0,6 kilometer i nord-sydlig riktning, och 0,5 kilometer i öst-västlig riktning.
Genomsnittlig årsnederbörd är 796 millimeter. Den regnigaste månaden är juli, med i genomsnitt 212 mm nederbörd, och den torraste är januari, med 2 mm nederbörd.